# Life's Too Short (Six Feet Under)
"Life's Too Short" es el noveno episodio de la primera temporada de la serie de televisión dramática estadounidense Six Feet Under. El episodio fue escrito por el productor Christian Taylor y dirigido por Jeremy Podeswa. Se emitió originalmente en HBO el 29 de julio de 2001.
La serie está ambientada en Los Ángeles y retrata la vida de la familia Fisher, que dirige una funeraria, junto con sus amigos y amantes. Explora los conflictos que surgen después de que el patriarca de la familia, Nathaniel, muere en un accidente automovilístico. En este episodio, Claire se sorprende cuando descubre que el hermano pequeño de Gabe se suicidó accidentalmente. Mientras tanto, David comienza a consumir éxtasis y Ruth se va de campamento con Hiram.
Según Nielsen Media Research, el episodio fue visto por un estimado de 5,82 millones de espectadores en hogares y obtuvo una calificación de hogares Nielsen de 3,8, lo que lo convirtió en el episodio más visto de la serie hasta ese momento. El episodio recibió críticas positivas de los críticos, quienes elogiaron las actuaciones, el tema y el desarrollo de los personajes.

## Trama
Gabe (Eric Balfour) invita a un amigo, Andy (Timm Sharp), a su casa y echa a su hermano Anthony, de seis años, de la habitación para que puedan consumir drogas. Anthony decide revisar la habitación de su madre, revisando su cajón. De repente, Gabe y Andy escuchan un ruido que proviene de la habitación y se sorprenden al descubrir que Anthony se disparó accidentalmente con una pistola.
Con Federico fuera de Fisher & Sons, David (Michael C. Hall) ahora se ve obligado a reemplazarlo en la morgue. Continúa su relación con Kurt (Steven Pasquale), y se sorprende cuando lo introduce al éxtasis. Nate (Peter Krause) descubre que no pasó el examen para obtener su licencia de director de funeraria. Para ayudar a Nate a obtener una nueva perspectiva sobre cómo funcionan las funerarias, Brenda (Rachel Griffiths) decide llevarlo a muchas funerarias de la ciudad, fingiendo que quieren un servicio funerario. Nate se sorprende cuando dos hogares diferentes priorizan las ganancias por sobre el dolor de la familia, y luego se sorprende cuando Brenda finge ser una paciente moribunda con cáncer. Aunque Nate está enojado por su acto, comprende que debe ayudar a las personas a superar la muerte.
Gabe y su madre, Vickie (Wendy Schaal), visitan Fisher & Sons para organizar el funeral de Anthony. Al notar a Gabe, Claire (Lauren Ambrose) lo consuela cuando se entera de su tragedia, a pesar de que Parker (Marina Black) le dice que evite a Gabe. Ruth (Frances Conroy) se va de campamento con Hiram (Ed Begley Jr.). Hiram espera que puedan reavivar su vida sexual anterior a la muerte de Nathaniel, pero Ruth desvía sus avances. Ella toma aspirina, sin saber que tomó las pastillas de éxtasis de David. Un hombre disfrazado de oso la guía hasta un coche fúnebre, donde la espera Nathaniel (Richard Jenkins). Al encontrar su tumba, se da cuenta de que debe continuar con su vida. Cuando recupera la conciencia, descubre que tuvo sexo apasionado con Hiram.
Kurt lleva a David a un club nocturno gay y se encuentra con Keith (Mathew St. Patrick) y su nuevo novio. Cuando Kurt sugiere tener un trío con David y otro hombre, David finalmente decide romper con él. En el funeral de Anthony, el padre separado de Gabe irrumpe en el lugar y lo golpea, culpándolo por la muerte de Anthony. Nate detiene al padre y lo lleva a una habitación separada, criticándolo por no ser más parte de la vida de su hijo. Gabe se reconcilia con Claire, dejando en claro que no apoya el acoso y la humillación que ella recibió. El episodio termina cuando Claire consuela a un afligido Gabe.

## Producción

### Desarrollo
El episodio fue escrito por el productor Christian Taylor y dirigido por Jeremy Podeswa. Este fue el segundo crédito como guionista de Taylor y el primer crédito como director de Podeswa.

## Recepción

### Audiencia
En su emisión original en Estados Unidos, "Life's Too Short" fue vista por un estimado de 5,82 millones de espectadores en hogares, con un rating en hogares de 3,8. Esto significa que fue visto por el 3,8% de los hogares estimados del país, y fue visto por 3,85 millones de hogares.  Este fue un ligero aumento en la audiencia con respecto al episodio anterior, que fue visto por 5,69 millones de espectadores en hogares con una calificación de 3,7. 

### Reseñas críticas
"Life's Too Short" recibió críticas positivas de los críticos. John Teti, de The AV Club, escribió: "Gabe no puede disculparse lo suficiente como para hacer mella en su abrumadora culpa. Antes libre de desconectarse del mundo de forma regular, Gabe ahora se enfrenta a la realidad de la vida -o, más concretamente, de la muerte- a cada momento. Sí, había estado actuando como un fracasado, pero también tiene 16 años. Este era su momento de fastidiar, y con el tiempo se iría haciendo cargo de esas cuestiones más importantes. Los acontecimientos lo han colocado en un horario acelerado, y no está claro qué le sucede a él, el hermano que sobrevive, a partir de ahora. El latigazo de la tragedia es extraordinariamente devastador para un alma tan joven".
Entertainment Weekly le dio al episodio una calificación de "C" y escribió: "La vida es demasiado corta para someterse a un episodio tan sumamente deprimente. Incluso la muerte de su hermano no genera mucha simpatía por el inherentemente desagradable Gabe. Y cuando Ruth, sin saberlo (pero de manera previsible), toma una pastilla de X en un viaje de campamento, la única dosis aparente de humor de la hora resulta ser un gran aguafiestas".  Mark Zimmer de Digitally Obsessed le dio al episodio una calificación de 4 de 5 y escribió: "Las cosas se vuelven un poco sermoneadoras cuando aparece papá, pero en general es un episodio bien hecho". 
TV Tome le dio al episodio una calificación de 9 sobre 10 y escribió: "Después de dos episodios cursis, volvemos a material inolvidable y profundo con esta deliciosa pieza".  Billie Doux de Doux Reviews le dio al episodio 4 de 4 estrellas y escribió: "A veces encuentro irritante la inmadurez de Brenda, pero me encantó su enfoque poco convencional para resolver problemas. Mi parte favorita de este episodio fue cuando Brenda arrastró a Nate para hacer evaluaciones encubiertas de los servicios de otras funerarias, principalmente porque lo estaba haciendo para ayudar a Nate".  Television Without Pity le dio al episodio una calificación de "B+". 
En 2016, Ross Bonaime de Paste lo clasificó en el puesto 21 en un ranking de episodios de la serie y escribió: "“Life's Too Short” comienza con una de las aperturas más sombrías de la serie, cuando el hermano de seis años de Gabe se dispara accidentalmente. Sin embargo, el programa contrarresta esta tragedia con algunos de los momentos más divertidos de la serie hasta el momento. Brenda y Nate prueban varias funerarias para ver qué está haciendo bien Fisher & Sons, y Ruth se embarca en una aventura de campamento que se convierte en un viaje de éxtasis involuntario. “Life's Too Short” presenta la idea simple de que debemos apreciar cada día mientras lo tengamos, pero sin ser evidente ni cursi al respecto. Incorporar esos momentos oscuros y ese humor negro crea un equilibrio excelente que funcionaría continuamente para la serie".